# Пастух Валерій Васильович
Вале́рій Васи́льович Пасту́х — майор Збройних Сил України, учасник російсько-української війни.
https://www.pravda.com.ua/articles/2024/12/16/7489216/

## З життєпису
Станом на жовтень 2017 року — начальник інженерної служби гірсько-піхотної бригади.
Станом на березень 2020 року — військовослужбовець, військова частина А1556. З дружиною і двома синами проживає в місті Мукачеве.

## Нагороди та вшанування
- Указом Президента України № 878/2019 від 4 грудня 2019 року за «особисті заслуги у зміцненні обороноздатності Української держави, мужність і самовіддані дії, виявлені у захисті державного суверенітету та територіальної цілісності України, зразкове виконання військового обов'язку» нагороджений орденом Данила Галицького[4].